# طرح‌واره

طرح‌واره‌ای از متروی واشینگتن. این طرح‌واره برای مقیاس‌بندی ترسیم نشده؛ فاصلهٔ میان ایستگاه‌ها ثابت است و خطوط با زوایای ۴۵ و ۹۰ درجه ترسیم شده‌اند.

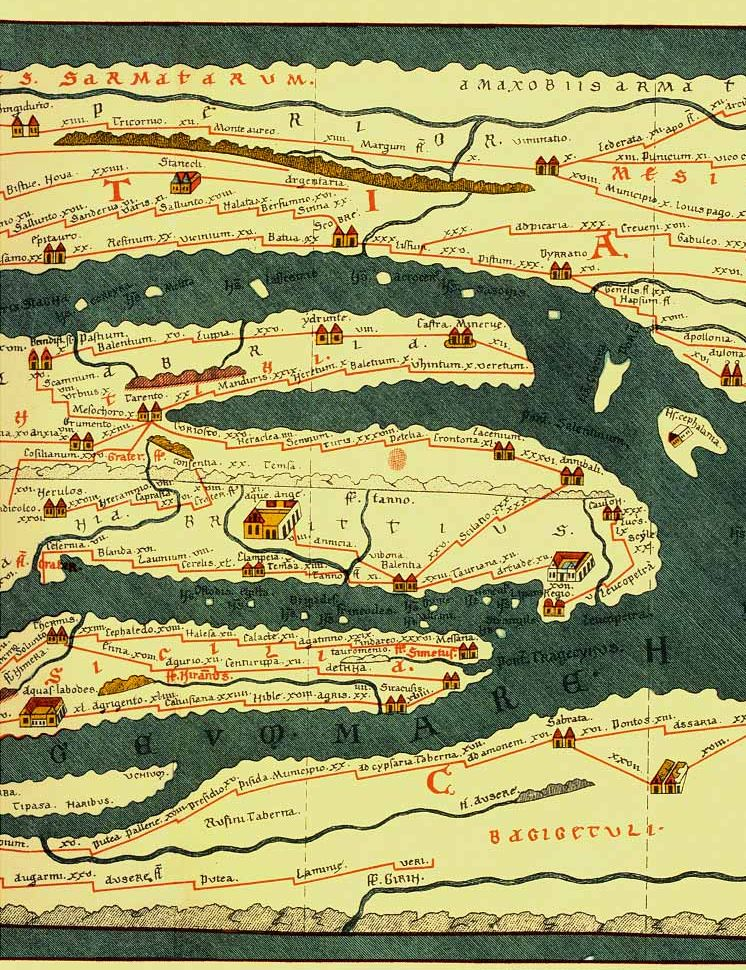
یک نقشهٔ شبه‌طرح‌واره: نقشه پوتینگر. در حالی که راه‌ها و ویژگی‌ها با نمادهای کلی و بدون در نظر گرفتن شکل واقعی‌شان نمایش داده می‌شوند، مکان آن‌ها، جهت‌شان و فاصله‌ها تا حد امکان دقیق هستند تا نقشه کاربردی باشد.

طرح‌واره یا شماتیک (به انگلیسی: Schematic، اِسکماتیک)، نموداری برای نمایش عناصر یک سامانه است که به جای استفاده از تصاویر واقعی، با استفاده از نمادهای کلی ترسیم می‌شود. در طرح‌واره معمولاً کلیهٔ جزئیاتی که لازم نیست همراه طرح‌واره بیایند، حذف می‌شوند و گاهی عناصری غیرواقعی برای کمک به فهم بهتر استفاده می‌شود. برای مثال در یک نقشهٔ مترو که برای راهنمایی مسافران در نظر گرفته شده، ممکن است ایستگاه‌ها را با یک نقطه نمایش دهند؛ با وجود اینکه این نقطه شباهتی به ایستگاه واقعی ندارد، اما اطلاعات را بدون درهم‌ریختگی‌های دیداری به بیننده انتقال می‌دهد. طرح‌وارهٔ یک فرایند شیمیایی از نماد برای نمایش لوله‌کشی‌ها، شیرها، ظروف و دیگر اجزای سامانه استفاده می‌کند تا مسیرهای ارتباطی را مشخص‌تر و جزئیات فیزیکی را محدود کند. در یک نمودار مداری الکترونیکی، چیدمان نمادها ممکن است با چیدمان مدار فیزیکی متفاوت باشد. در طرح‌واره، نمادها به گونه‌ای آرایش می‌یابند که درکشان برای نویسنده آسان‌تر باشد.
شبه‌طرح‌واره، عناصر طرح‌واره را که کاملاً انتزاعی هستند با عناصری که تا حد ممکن واقعی هستند، ترکیب می‌کند. چنین طرحی سازشی بین یک نمودار کاملاً انتزاعی (مانند طرح‌وارهٔ متروی واشنگتن) و یک نمایش منحصراً واقعی است (مانند نمای هوایی واشنگتن).

## در صنعت برق و الکترونیک

نمودار مداری یک شمارندهٔ تی‌تی‌ال چهار بیتی، که نوعی از ماشین‌های حالات متناهی است

در صنعت برق، از طرح‌واره‌ها معمولاً برای شرح‌دادن طراحی تجهیزات استفاده می‌شود. طرح‌واره‌ها معمولاً برای نگهداری و تعمیر سامانه‌های الکترونیکی و الکترومکانیکی استفاده می‌شوند. طرح‌واره‌های نخستین با استفاده از دست و به وسیلهٔ الگوهای استاندارد یا نمادهای از پیش چاپ‌شده رسم می‌شدند. اما امروزه اغلب از نرم‌افزارهای طراحی الکتریکی به کمک رایانه استفاده می‌شود.
در خودکارسازی طراحی الکتریکی، تا دهه ۱۹۸۰ میلادی، طرح‌واره‌ها تقریباً تنها نمایش رسمی مدارها بودند. به تازگی، با کمک پردازش رایانه‌ای، نمایش‌های دیگری نیز معرفی شده‌اند و زبان‌های برنامه‌نویسی مخصوصی برای اینکار گسترش یافته‌است، چراکه با گسترش و پیچیده‌شدن ناگهانی مدارهای الکتریکی، طرح‌واره‌های سنتی کمتر کاربرد عملی پیدا می‌کنند. برای نمونه، استفاده از زبان‌های توصیف سخت‌افزار برای طراحی مدارهای دیجیتال مدرن اجتناب‌ناپذیرند.همچنین نرم افزارهای گوناگونی همچون ای پلن جهت طراحی نقشه‌های شماتیک الکتریکی استفاده می‌شود.
طرح‌واره‌های مدارهای الکترونیکی به وسیلهٔ ابزارهای خودکارسازی طراحی الکترونیکی آماده می‌شوند که به آن‌ها ابزارهای گرفتن طرح‌واره گفته می‌شود. این ابزارها کاری فراتر از رسم سادهٔ وسایل و ارتباط آن‌ها انجام می‌دهند و معمولاً در کل جریان طراحی آی‌سی‌ها شرکت دارند و برای شبیه‌سازی و درستی‌سنجی مدار تحت طراحی، به دیگر ابزارهای خودکارسازی طراحی الکترونیک پیوند می‌خورند.
در طراحی سامانه‌های قدرت، استفاده از یک طرح‌واره به نام نمودار تک‌خطی برای نمایش پست‌های الکتریکی و سامانه‌های توزیع یا حتی کل شبکهٔ نیروی الکتریکی بسیار رایج است. چنین نمودارهایی جزئیاتی را که ممکن است در هر سه فاز شبکه تکرار شوند، ساده و فشرده می‌کنند و تنها یکی از سه عنصر به کار رفته را نمایش می‌دهند.

## طرح‌واره‌ها در راهنمای تعمیرات
طرح‌واره‌ها کاربرد گسترده‌ای در راهنماهای تعمیر دارند تا به کاربران در فهم ارتباط اجزای داخلی کمک کنند و دستورالعملی تصویری را برای بازسازی مکانیکی اجزا فراهم آورند. بسیاری از دفترچه‌های راهنمایی تعمیر خودرو و موتورسیکلت، تعداد زیادی از صفحات خود را به طرح‌واره‌ها اختصاص می‌دهند.

## نرم افزار های رسم شماتیک
در صنعت الکترونیک نرم افزار های متفاوت جهت رسم شماتیک مدارهای الکترونیک ایجاد شده است که بعضی از ان ها در زیر آورده شده است.
- ALTIUM DESIGNER
- EAGLE
- Proteus